# Lieneke le Roux
Lieneke Ho Sam Sooi-le Roux (Groningen, 31 maart 1955) is een Nederlands toneel-, film- en televisieactrice. Ze is waarschijnlijk het meest bekend van haar rol in de film Broos, die haar in 1997 een Gouden Kalf opleverde in de categorie 'Beste actrice'. Verder speelde ze in diverse Nederlandse televisieseries.

## Levensloop
Le Roux studeerde in 1983 af aan de Amsterdamse Toneelschool en speelde daarna in het theater. Ze werkte voor het Nationale Toneel, Toneelgroep Amsterdam en Joop van den Ende Producties.
Verder was ze te zien in diverse televisieseries, waaronder All Stars, als Maartje, de vrouw van Peter (gespeeld door Kasper van Kooten), Lotte en Bitches. Ook vertolkte ze in de film Broos de rol van Lian, waarvoor ze in 1997 een Gouden Kalf won. In 2009 speelde ze een hoofdrol in de komische dramaserie De Hoofdprijs van SBS6, waarin ze met Jack Wouterse en Melody Klaver een rijk gezin vormde.
In 2005 won ze de John Kraaijkamp Musical Award in de categorie "Beste vrouwelijke bijrol in een kleine musical" voor haar rol als de moeder van Tommy en Annika in de musical Pippi Langkous.

### Privé
Lieneke was getrouwd met acteur Mike Ho Sam Sooi, onder andere bekend van zijn rol in Goudkust. Hij overleed in 2023, ze hadden twee kinderen, dochter Uma (1994) en zoon Mendel (1997).

## Filmografie
- 1988 - Honneponnetje - Sofie
- 1990 - De Gulle Minnaar - Oekje
- 1991 - In de Vlaamsche pot - Ottolien
- 1992 - Bureau Kruislaan - Christine Verwey (1992-1993)
- 1996 - Baantjer: De Cock en de moord op de marktmeester - Ellen Veenstra
- 1997 - Broos - Lian
- 1999 - All Stars - Maartje (1999-2001)
- 2001 - Baantjer: De Cock en de sluipmoord - Hannie de Vos
- 2005 - Bitches - Moeder van Rachel
- 2006 - De Sportman van de Eeuw - Vrouw van Rintje
- 2006 - Lotte - José Pronk
- 2008 - De Hoofdprijs - Heleen Bestevaer
- 2010 - Flikken Maastricht - Joke Verschuure/Agnes Verwoert
- 2012 - Moordvrouw - Annabel
- 2012 - Dokter Deen - Psycholoog Matilde
- 2013 - Ik ook van jou - Ria
- 2014 - Dokter Tinus - Ellen de Graaf (2014, 2015, 2017)
- 2015 - Zwarte Tulp - notaris
- 2016-2019 SpangaS - Oma van Maud Overmars
- 2017 - B.A.B.S. - Leonie (moeder van Laura en Keet)
- 2019 - Oogappels - Mevrouw van Geels

## Toneel
- 2012 - Calendar Girls - Cora
- 2014 - De ontdekking van de hemel - Sophia
- 2015 - Zij is de baas - met Bastiaan Ragas
- 2015–2017 - Powervrouwen
- 2018 - Le Roux & d'Anjou - Echte Liefde